# لور سوندن (بيدفوردشير)
لور سوندن (بالإنجليزية: Lower Sundon)‏ هي قرية تقع في المملكة المتحدة في شرق انجلترا.